# デュード・ランチ
『デュード・ランチ』 (Dude Ranch) は、アメリカのポップ・パンクバンド、ブリンク 182のセカンド・アルバム。1997年6月17日に、発売された。プロデューサーは、ジミー・イート・ワールドなどのアルバムを手掛けたマーク・トランビーノがプロデュースした。

## 収録曲
1. パセティック - "Pathetic" - 2:27
2. ヴォイアー - "Voyeur" - 2:43
3. ダムイット（英語版） - "Dammit" - 2:45
4. ボアリング - "Boring" - 1:41
5. ディック・リップス - "Dick Lips" - 2:57
6. ワギー - "Waggy" - 3:16
7. エンシューズド - "Enthused" - 2:48
8. アンタイトルド - "Untitled" - 2:46
9. アップル・シャンプー - "Apple Shampoo" - 2:52
10. EMO - "Emo" - 2:50
11. ジョシー（英語版） - Josie - 3:20
12. ア・ニュー・ホープ - "A New Hope" - 3:45
13. ディジェネレイト - "Degenerate" - 2:28
14. レミングス - "Lemmings" - 2:38
15. アイム・ソーリー - "I'm Sorry" - 5:37
16. ドッグ・ラッピング - "Dog Lapping" - 7:07
  - 日本盤とオーストラリア盤には、隠しトラックとして、16曲目が収録されている。